# 스페셜리스트 (1994년 영화)
《스페셜리스트》(영어: The Specialist)는 1994년 공개된 미국의 액션 영화이다.
이 영화는 부정적인 비평을 받았지만 흥행에 성공했고, 글로리아 에스테판(Gloria Estefan)의 "Turn the Beat Around" 버전은 댄스 센세이션을 일으키며 빌보드 댄스 클럽 노래 차트 1위를 차지했다.

## 줄거리
CIA 폭탄 전문가였던 레이 퀵은 동료인 네드 트렌트와 함께 남미 마약상을 제거하는 임무를 수행하던 중, 마약상과 함께 있던 어린 소녀가 폭탄에 휘말려 사망하는 사건을 겪는다. 격분한 레이는 네드를 폭행하고 CIA를 떠나 프리랜서 청부업자로 활동한다.
몇 년 후 마이애미에서 레이는 메이 먼로라는 여성이 올린 광고를 보고 그녀와 연락한다. 메이는 토마스 레온과 그의 일당에게 살해당한 부모님의 복수를 원하고 있었고, 레이는 망설이지만 메이의 강한 의지에 결국 그녀의 복수를 돕기로 한다. 메이는 에이드리언 헤이스팅스라는 가명을 사용하여 토마스 일당에 접근하고, 한편 네드는 토마스의 아버지이자 범죄 조직의 수장인 조 레온 밑에서 일하고 있었다.
네드는 과거 사건 이후 CIA에서 해고된 후 레이에게 복수하기 위해 메이와 은밀히 협력하고 있었으며, 조 레온은 네드를 경찰 폭탄 처리반에 넣어 조직의 적들을 제거하는 데 이용하고 있었다. 메이는 토마스의 여자친구 행세를 하면서 복수를 위한 기회를 엿본다.
그러던 중 토마스를 함정에 빠뜨리려던 계획에서 메이가 폭발에 휘말려 사망한 것으로 보이지만, 사실 그녀는 살아있었다. 네드는 레이를 유인하기 위해 메이를 이용하려 했고, 레이는 메이가 보낸 메시지를 통해 네드의 함정을 눈치채고 그를 도발한다. 메이는 호텔에서 네드와 마주치지만, 레이에게 위험을 알리고 호텔을 폭파시켜 네드의 부하들을 죽인다.
메이는 조 레온에게 붙잡히지만 네드의 설득으로 살아남게 되고, 레이는 다시 한번 메이의 도움으로 함정을 피한다. 그 후 레이와 메이는 창고에 숨지만 네드는 레이의 전화를 도청하여 그들의 위치를 알아낸다. 다음 날 아침 메이는 조 레온을 죽이려 하지만 레이는 과거를 잊으라고 설득한다. 네드는 경찰을 이끌고 창고를 포위하지만, 창고에 설치된 함정 폭탄으로 폭사하고, 레이와 메이는 터널을 통해 탈출한다.
마지막으로 레이는 메이 부모님의 사진이 담긴 목걸이 폭탄을 조 레온에게 보내 폭사시킨다. 메이는 부모의 복수를 마치고 레이와 함께 새로운 삶을 시작한다.

## 출연
- 실베스터 스탤론 - 레이 퀵
- 샤론 스톤 - 메이 먼로
- 제임스 우즈 - 네드 트렌트
- 로드 스테이거 - 조 레온
- 에릭 로버츠 - 토마스 레온
- 마리오 에르네스토 산체즈 - 찰리

## 기타
- 원작자: 존 셜리
- 공동제작: R.J. 루이스
- 협력프로듀서: 토니 무나포
- 협력프로듀서: 수잔 에킨스
- 미술: 월터 P. 마티시우스
- 세트: 스콧 제이콥슨
- 의상: 주디아나 마코브스키
- 배역: 재키 버취

## 한국어 더빙 성우진

### KBS (1997년 9월 16일)
- 이정구 - 레이 퀵(실베스터 스탤론)
- 강희선 - 메이 먼로(샤론 스톤)
- 김세한 - 네드 트렌트(제임스 우즈)
- 유강진 - 조 레온(로드 스타이거)
- 김준 - 토마스 레온(에릭 로버츠)
- 이인성 - 수사관(알프레도 알바레즈 칼데론)
- 유해무 - 경찰 국장(스티븐 롤레르송)
- 김창주 - 신부(라몬 곤잘레스 쿠에바스)
- 유동현 - 메이의 아버지(체이스 랜돌프)
- 문관일 - 찰리(마리오 에르네스토 산체즈)
- 김관진 - 조직원(세르지오 도레 주니어)
- 배정미 - 수사관(마르셀라 카르도나) / 여성(야밀레쓰 히달고) / 학생(예니퍼 베렌스)
- 이선 - 메이의 엄마(지나 벨) / 경찰(카메론 무어)
- 장호비 - 조직원(브렌트 섹스턴) / 불량배(스콧 블레이크)

### SBS (2001년 6월 17일)
- 이정구 - 레이(실베스터 스탤론)
- 강희선 - 메이(샤론 스톤)
- 윤기황 - 트렌트(제임스 우즈)
- 김현직 - 조 레온(로드 스타이거)
- 엄주환 - 토마스 레온(에릭 로버츠)
- 문영래
- 장주영
- 장호비
- 배주영
- 은영선
- 이장원